# Казе ди Тилио (Пескара)
Казе ди Тилио (итал. Case di Tillio) је насеље у Италији у округу Пескара, региону Абруцо.
Према процени из 2011. у насељу је живело 51 становника. Насеље се налази на надморској висини од 26 м.